# Президентские выборы в Сальвадоре (1956)
Президентские выборы в Сальвадоре проходили 4 марта 1956 года. В результате победу одержал кандидат Революционной партии демократической унификации Хосе Мария Лемус Лопес, получивший 95,2% голосов.
Центральная избирательная комиссия дисквалифицировала кандидатов от Демократической институциональной партии, Партии национального действия и Националистической демократической партии. Одновременно ЦИК запретил кандидатам от Аутентичной конституционной партии и Партии обновлённого действия отзывать свои кандидатуры. Тем не менее, последние кандидаты бойкотировали выборы.

## Результаты
| Кандидат                           | Партия                                          | Голоса  | %     |
| ---------------------------------- | ----------------------------------------------- | ------- | ----- |
| Хосе Мария Лемус Лопес             | Революционная партия демократической унификации | 677 748 | 95,20 |
| Рафаэль Карранса Аяла              | Аутентичная конституционная партия              | 22 659  | 3,18  |
| Энрике Маганья Менендес            | Партия обновлённого действия                    | 11 524  | 1,62  |
| Недействительных/пустых бюллетеней | Недействительных/пустых бюллетеней              |         | —     |
| Всего                              | Всего                                           | 711 931 | 100   |
| Источник: Nohlen                   |                                                 |         |       |